# 圣阿加通
圣阿加通（法語：Saint-Agathon，法語發音：[sɛ̃.t‿aɡatɔ̃]）是法国阿摩尔滨海省的一个市镇，位于该省中部偏西北，属于甘冈区，同时也是甘冈城市圈的一部分。

## 地理
圣阿加通（48°33'33"N, 3°6'17"W）面积14.56 平方千米，位于法国布列塔尼大區阿摩尔滨海省，该省份为法国西北部沿海省份，位于布列塔尼半岛北部，北濒大西洋英吉利海峡，西接菲尼斯泰尔省，南至莫尔比昂省，东临伊勒-维莱讷省。
与圣阿加通接壤的市镇（或旧市镇、城区）包括：甘岡、勒梅泽尔、帕比、普卢马戈阿尔、波姆里特勒维孔特、圣让凯尔达涅勒。

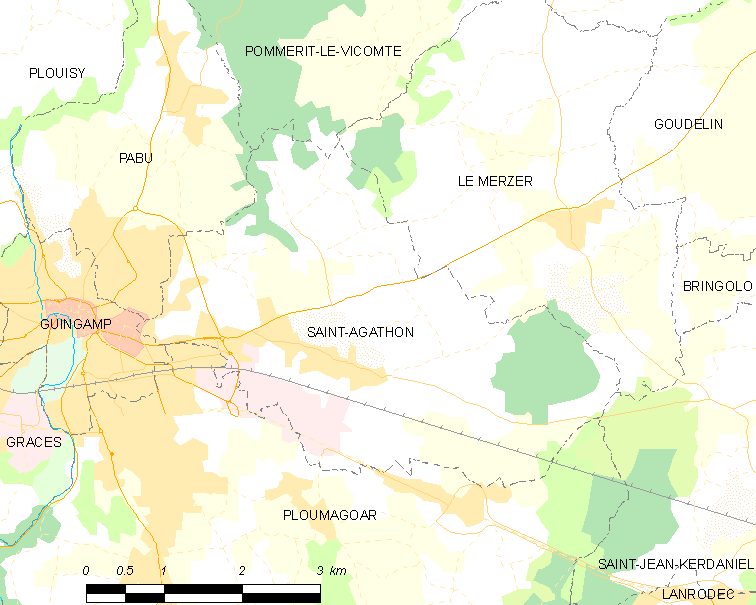
圣阿加通的OSM定位图

圣阿加通的时区为UTC+01:00、UTC+02:00（夏令时）。

## 行政
圣阿加通的邮政编码为22200，INSEE市镇编码为22272。

## 政治
圣阿加通所属的省级选区为甘冈县。

## 人口

1962-2008年间圣阿加通人口变化图示

圣阿加通于2022年1月1日时的人口数量为2202人。